# ThingISBN
ThingISBN ist ein für nicht-kommerzielle Zwecke kostenloser Service im Rahmen der Webanwendung LibraryThing, der bei seiner Einführung im Juni 2006 das erste Angebot einer Programmierschnittstelle, auch API (application programming interface) genannt, von LibraryThing war.

## Vorgehensweise
ThingISBN kann als Mashup bezeichnet werden, da der Inhaltszugriff auf verschiedene Datenbanken, deren Sammlungen sich hauptsächlich aus Büchern zusammensetzen, per API erfolgt.
Der Dienst ermöglicht die Zuordnung einer ISBN zu einem Werk und zu dessen verschiedenen Editionen. Alle zu einer ISBN gehörenden Werkausgaben werden in LibraryThing gemeinschaftlich verlinkt. Dabei gibt es genaue Richtlinien dafür, welche Ausgaben zu ein und demselben Werk gezählt werden und welche nicht.
Ausgaben aus verschiedenen Ländern, in unterschiedlichen Sprachen und unterschiedlicher Ausstattung (Paperback oder Luxus-Ausgabe) sowie eine mögliche (ungekürzte) Hörbuch-Version werden als ein und dasselbe Werk betrachtet. Gekürzte Versionen oder die Verfilmung eines Romans sind dagegen verschiedene Werke.
In ThingISBN werden für die Suche nach verwandten Dokumenten auch Datenbanken kommerzieller Buchhändler, wie etwa Amazon, oder Bibliothekskataloge, wie die Bestände der Library of Congress oder des Gemeinsamen Bibliotheksverbundes (GBV) etc. durchleuchtet.
Das Format entspricht dem  XISBN-Angebot von OCLC. ThingISBN und xISBN setzen somit einen Teil der in Bibliothekskreisen seit Jahren diskutierten FRBR um. Beide Webservices erzielen gute Ergebnisse und ergänzen sich gegenseitig.

## Funktionen
Es gibt zwei Möglichkeiten ThingISBN zu nutzen:
- mittels einer sogenannten REST-basierten API: Durch Eingabe einer ISBN (mit oder ohne „-“ Bindestriche) hinter die vorgefertigte URL kann der Benutzer bei Erfolg binnen Sekunden eine auf einer XML-Datenstruktur basierende Liste verwandter ISBNs mit beispielsweise verschiedenen Ausgaben oder Übersetzungen eines Buches erhalten.[6] Dabei wurde ein Limit auf maximal 1.000 Anfragen pro Tag gesetzt, das jedoch auf Antrag erweiterbar ist.
- als komplettes Feed einer einfachen Liste.[7]

## Anwendungsmöglichkeiten
Im Buchwesen – hier vor allem im Buchhandel und in Bibliotheken – hilft ThingISBN bei der kostenlosen Suche nach Scans von Buchcovern innerhalb der LibraryThing-Sammlung. Bibliotheksbenutzer und -besitzer (Privatbibliothek) interessieren sich hierbei insbesondere an dem bei ThingISBN möglichen Social Tagging, den Empfehlungsdiensten und den Nutzerbewertungen.
Verschiedene Bibliotheken nutzen die LibraryThing-Angebote zur Aufwertung ihrer Kataloge (Kataloganreicherung).
Für Bibliotheken kann ThingISBN insbesondere für die Suche nach Manifestationen verschiedener Werke im FRBR-Sinn eine bedeutende Rolle spielen.